# Kunée

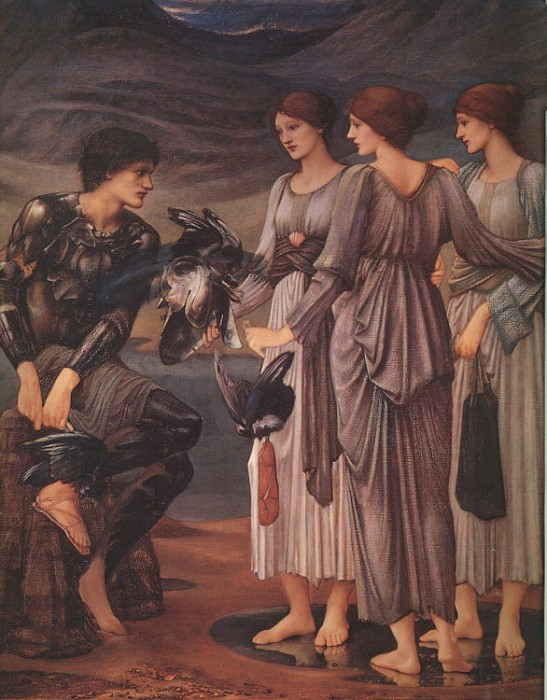
Edward Burne-Jones, Persée s’armant, 1885. Une des nymphes tend la kunée, tandis que les autres tiennent une sandale ailée et la kibisis.

Dans la mythologie grecque, la kunée (en grec ancien κυνέη / kunéē ou κυνῆ / kunê) est un casque qui rend son porteur invisible aux yeux de tous les êtres, dieux comme mortels. Il s'agit d'un élément de folklore, comparable au casque merveilleux de Siegfried dans la mythologie germanique. Le fait qu'il soit rattaché à Hadès s'explique probablement par l'étymologie populaire du nom du dieu, « l'invisible ».
Elle est fabriquée par les Cyclopes et remise à Hadès durant la Titanomachie, conflit pendant lequel Hermès la porte. De même, Athéna la revêt pendant la guerre de Troie,. Les nymphes la confient à Persée pour qu'il combatte Méduse : cet objet permet au héros de s'approcher de la Gorgone sans qu'elle le voie arriver.